# Carl Hanell

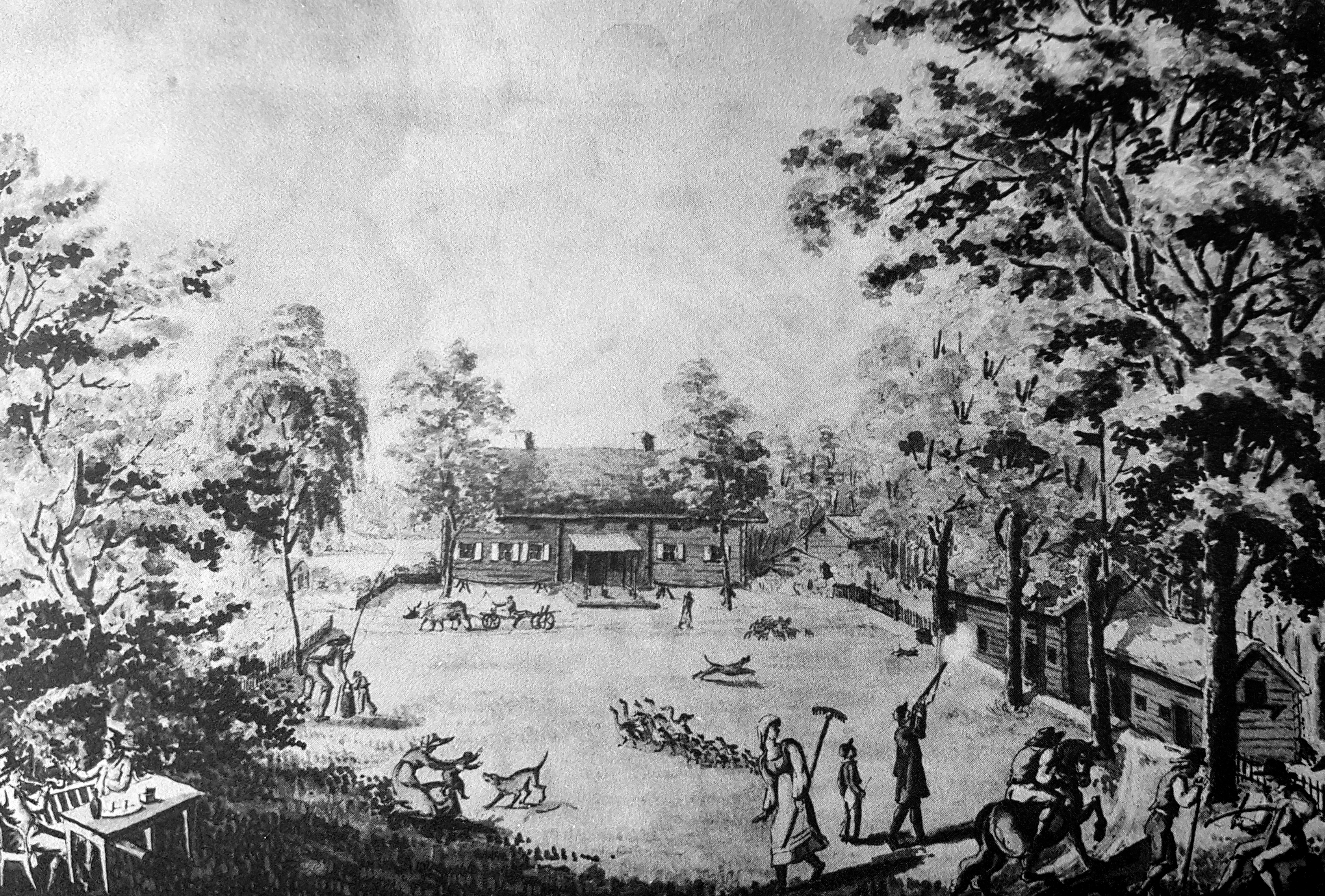
En teckning utförd av Carl Hanell där han 1808 avbildar brukspatronerna Carl Magnus Robsahm och Olof Burenstam.

Carl Joachim Hanell, född 13 april 1798 i Stockholm, död 13 april 1832 i Stockholm, var en svensk kammarherre vid statskontoret, akvarellist, tecknare och grafiker.
Han var son till kammarförvanten vid Krigskollegium Anders Joachim Hanell och Eva Strömstedt. Han visade konstnärlig förmåga redan som barn och började studera vid konstakademien 1811. Men redan i tioårsåldern utförde han teckningar som var fullt jämförbara med utbildade tecknare. Bland annat avbildade han 1809 Carl Magnus Robsahm och Olof Burenstam från Stjärnsund när dessa sätt till bords i Vissboda. Hanell är representerad vid bland annat  Nationalmuseum.